# Frieda Hauswirth

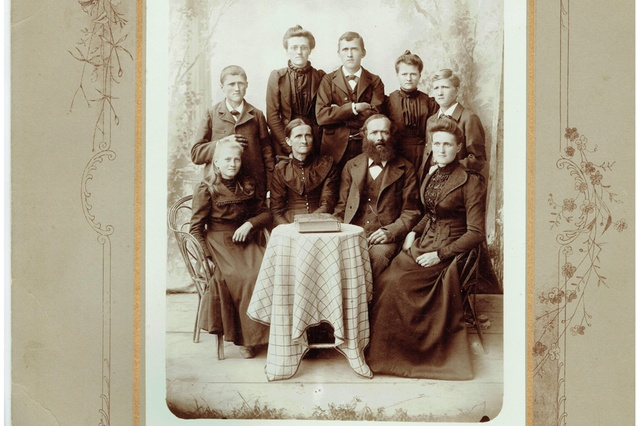
Frieda Hauswirth (vorne links) und ihre Familie

Frieda Hauswirth (* 8. Februar 1886 in Gstaad; † 6. März 1974 in Davis, Kalifornien) war eine Schweizer Schriftstellerin, Malerin und Feministin.

## Leben
Frieda Hauswirth wuchs in einer bäuerlichen Familie in Gstaad im Berner Oberland als jüngstes von neun Kindern des Emmanuel Hauswirth und der Maria Magdalena Reuteler auf. Anstelle der Sekundarschule in Gstaad, die ihr verwehrt blieb, absolvierte sie eine Haushaltsschule in Bern. 1903 wanderte sie mit ihrem Bruder Hermann Hauswirth nach Oregon in die USA aus, wo sie eine Abend-Highschool besuchte. 1905 kehrte sie für zwei Jahre in ihr Heimatdorf zurück, bevor sie erneut aufbrach und in Kalifornien an die Universität Stanford zugelassen wurde. Sie schloss ihr Studium 1910 mit einem Bachelor of Arts in englischer Literatur ab. Ihren Lebensunterhalt verdiente sie unter anderem als Schneiderin, Dienstbotin und Tutorin am Institut für Germanistik der Universität.
1910 heiratete Hauswirth den Medizinstudenten Arthur Lee Munger. Etwa zur gleichen Zeit freundete sie sich mit indischen Unabhängigkeitsaktivisten an, darunter Lala Har Dayal und Taraknath Das. Sie trat der kalifornischen Sektion der Hindusthan Association of America bei und baute während eines Aufenthalts in der Schweiz von 1913 bis 1914 das revolutionäre International Pro India Committee in Zürich mit auf. Ihre Verbindungen zur antikolonialen Bewegung alarmierten den britischen Geheimdienst, der Hauswirths Aktivitäten in der Schweiz und in den USA fortan beobachtete. 1915 liess sich Hauswirth von Munger scheiden. 1917 heiratete sie den ostindischen Agraringenieur Sarangadhar Das auf Maui (Hawaii), der wie sie in den kosmopolitischen, antiimperialistischen und sozialistischen Kreisen Kaliforniens verkehrte. Von 1918 bis 1920 studierte Hauswirth an der California School of Fine Arts, unter anderem bei Gottardo Piazzoni, und lebte abwechselnd in San Francisco und auf Maui. Von 1925 bis 1926 besuchte sie die École des Beaux-Arts in Fontainebleau.
Das Paar wanderte 1920 nach Indien aus. Hauswirth bereiste in den folgenden Jahren weite Teile des indischen Subkontinents. Sie lebte bei Freundinnen und Freunden aus ihrem grossen Bekanntenkreis und verkehrte mit zahlreichen südasiatischen Persönlichkeiten aus Politik, Kunst und Zivilgesellschaft, wie dem hinduistischen Unabhängigkeitskämpfer Lala Lajpat Rai, der Förderin der Frauenbildung Abala Bose und deren Mann, dem Naturwissenschaftler und Radiopionier Jagadish Chandra Bose, der Dichterin und Aktivistin Sarojini Naidu oder dem Literaturnobelpreisträger Rabindranath Tagore. Trotzdem fühlte sich Hauswirth in ihren persönlichen und beruflichen Möglichkeiten in Indien zunehmend eingeschränkt. Sie und ihr Ehemann mussten ausserdem Diskriminierungen sowohl von der weissen Kolonial- als auch von der hinduistischen Kastengesellschaft hinnehmen. Diese waren ausschlaggebend für Hauswirths Entscheidung, keine Kinder zu haben. 1929 kehrte sie alleine in die USA zurück.
Ab 1920 arbeitete Hauswirth als Malerin und Zeichnerin. Sie zeigte ihre Bilder im Palace of Fine Arts in San Francisco (1920), in Paris (1926) sowie im Brooklyn Museum in New York City (1930) und an Einzelausstellungen in New York (1930), San Francisco (1931), Boston, Bangalore (1963) sowie London. Sie malte bevorzugt post-impressionistische Landschaftsbilder und Illustrationen vom Alltag in Indien. Ihr bekanntestes Bild ist ein Gemälde von Mahatma Gandhi am Spinnrad. Sie hatte ihn 1927 getroffen und anlässlich dieser Begegnung eines der ersten Porträts des Unabhängigkeitskämpfers geschaffen.
1930 publizierte Hauswirth ihr erstes, autobiografisch angelegtes Buch A Marriage to India in New York, das 1933 auf Deutsch erschien. Zwei Jahre später folgte das Sachbuch Purdah in englischer Sprache, das, abgestützt auf ihre Kenntnisse und eine breite Quellenbasis, die gesellschaftliche Situation indischer Frauen und deren soziales und politisches Engagement beschrieb und 1935 unter dem Titel Schleier vor Indiens Frauengemächern auf Deutsch erschien. Von 1934 bis 1938 lebte sie in der Nähe des Monte Verità bei Ascona und verkehrte in avantgardistischen Kreisen. Hauswirth war Mitglied im Schweizerischen Schriftstellerverein. 1938 liess sie sich von Das scheiden. Bis zu ihrem Tod 1974 wohnte sie in Kalifornien und lebte vorwiegend von ihrer Malerei, verbrachte aber längere Aufenthalte in Indien, Italien und Mexiko. Sie veröffentlichte neben den erwähnten Werken fünf weitere Romane, die ebenfalls in verschiedene europäische Sprachen übersetzt und international rezipiert wurden.
Besonders in der deutschsprachigen Schweiz erregten Hauswirths Publikationen und ihre öffentlichen Vorträge – die sie wiederholt auch in ihre Heimat bei Gstaad führten – grosses Aufsehen und prägten das Indienbild bis in die 1950er Jahre. Hauswirth verstand ihr Schaffen als politische Aufklärungsarbeit über Indien und ihre Bücher als Sprachrohr für die Anliegen der indischen Unabhängigkeits- und Frauenbewegungen im Westen. Entsprechend argumentierte sie gegen die in Europa gängige Vorstellung, wonach der britische Kolonialismus für die Frauenemanzipation in Indien förderlich sei.

## Werke (Auswahl)

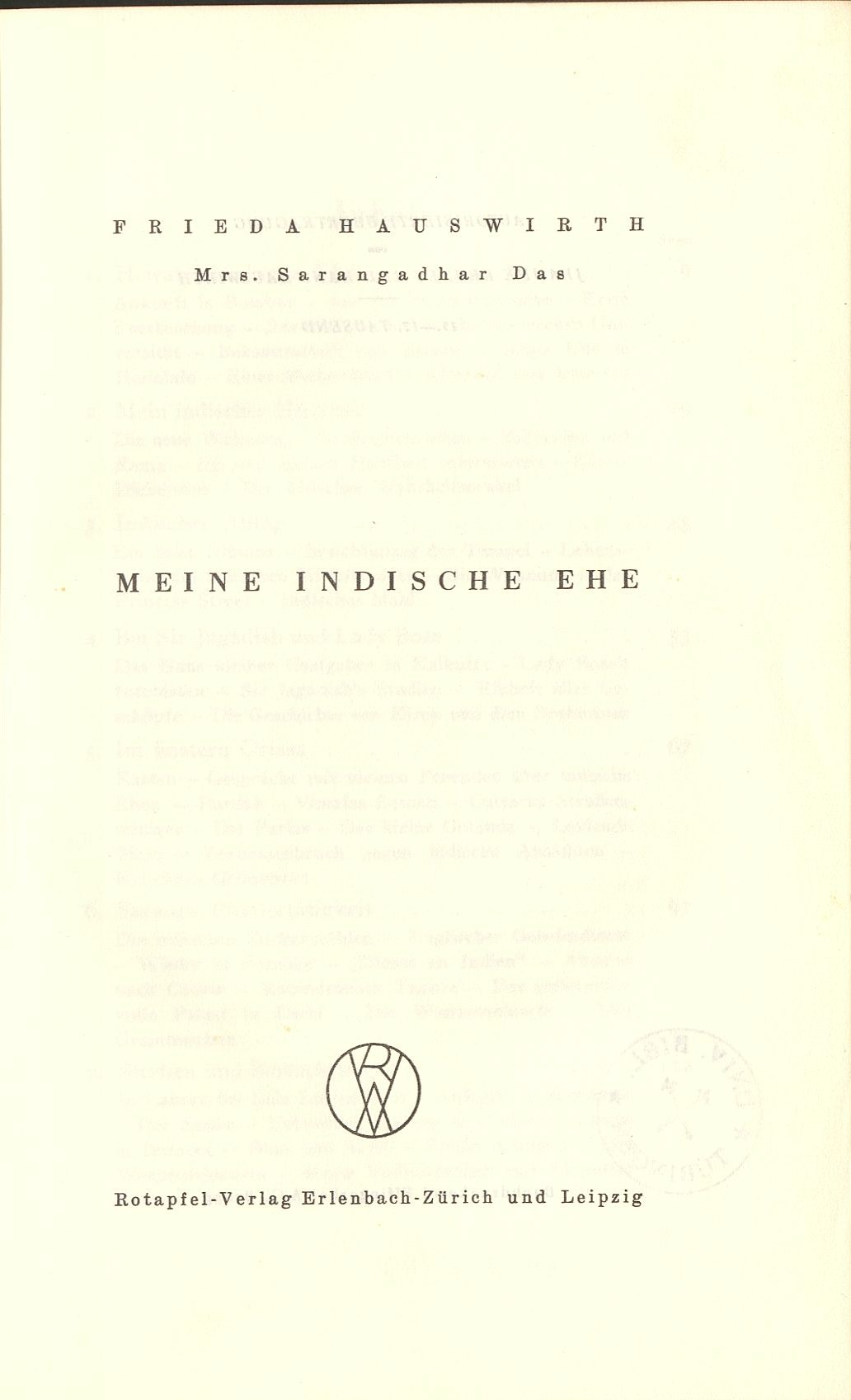
Meine indische Ehe (1933)

- A Marriage to India. New York: Vanguard, 1930 Textarchiv – Internet Archive
  - Meine indische Ehe. Übertragung Jeanne Krünes, Hans Hauswirth. Leipzig : Rotapfel-Verlag, 1933
- Gandhi. A Portrait from Life. 1931
- Leap-home and Gentlebrawn. 1932
  - Hanuman : Eine Erzählung von den heiligen Affen Indiens. Übertragung Jeanne Krünes, Hans Hauswirth. Leipzig : Rotapfel-Verlag, 1934
- Purdah: The Status of Indian Women. London: Kegan Paul, 1932. archive.org
  - Schleier vor Indiens Frauengemächern. Erlenbach-Zürich 1935
- Into the Sun. 1933
  - Der Sonne entgegen. Roman aus dem erwachenden Indien. Übersetzung Magda Kahn. Leipzig : Rotapfel-Verlag, 1935
- Die Lotosbraut : Roman. Leipzig : Rotapfel-Verlag, 1937
- Allmutter Kaweri : Roman. Leipzig : Rotapfel-Verlag, 1938
- Old Embers, new flames.
  - Neue Flammen aus alter Glut : Roman. Übersetzung Elisabeth Rotten, Irene Muehlon. Stuttgart : Diana Verlag, 1957